# Rômulo José Pacheco da Silva
Rômulo Jose Pacheco da Silva, mais conhecido como Rômulo (Recife, 27 de Outubro de 1995), é um futebolista brasileiro que atua como meio-campista. Atualmente, defende o Busan IPark.

## Carreira
Vindo de Recife, chegou a Salvador para atuar nas categorias de base do Bahia em 2011, Meia-ofensivo canhoto, muito habilidoso, com boa visão de jogo e com um bom arremate de longa e media distância, lançamentos e passes preciso Rômulo se destacou na base tricolor. Fez sua estreia no time profissional do Bahia no Campeonato Brasileiro, no dia 16 de novembro de 2014, contra o Corinthians, na Arena Fonte Nova. Entrou aos 17 minutos do segundo tempo, na derrota do tricolor por 2–1.
No dia 7 de dezembro, Rômulo marcou seu primeiro gol pelo Bahia na partida contra o Coritiba pelo Ultima rodada do brasileirão onde o tricolor foi derrotado pelo placar de 3–2, que selaria a queda do tricolor de aço para segunda divisão do brasileiro.
Com boas atuações, em 2015, teve seu contrato renovado com o Bahia até Final de 2018 com multa rescisória de 30 milhões de Euros, equivalendo a 96 milhões de reais.
Sem muita espaço, Rômulo foi emprestado até o final de 2016, para o Bragantino.
Em janeiro de 2017, foi confirmado o empréstimo de Rômulo por uma temporada para o Busan IPark.
Em janeiro de 2018, o clube exerceu a prioridade de compra e Rômulo foi adquirido por R$ 1 milhão.

### Seleção Brasileira
Rômulo foi convocado para defender a Seleção Brasileira nos Jogos Pan-Americanos de 2015, no Canadá. Foi chamado pelo técnico Rogério Micale, treinador da Seleção Sub-23, já que para tal competição é necessário idade olímpica.

## Títulos
Bahia
- Campeonato Baiano: 2015